# Megalomus moestus
Megalomus moestus är en insektsart som beskrevs av Banks 1895. Megalomus moestus ingår i släktet Megalomus och familjen florsländor. Inga underarter finns listade i Catalogue of Life.